# آنا غارديل إريكسون
آنا ماريا غارديل إريكسون (بالسويدية: Anna Gardell-Ericson)‏ (10 أكتوبر 1853 ، فيسبي - 2 يونيو 1939 ، ستوكهولم )  كانت رسامة سويدية وملونة ألوان مائية . تخصصت في المشاهد الساحلية والمناظر الطبيعية للبحيرات والأنهار.

## السيرة الشخصية
والدها، يوهان، كان رسام للمناظر الطبيعية، وكان أيضا مسؤول إداري محلي.
في سن السادسة عشرة، بدأت في الرسم وأظهرت موهبة كافية ليتم إرسالها إلى سويسرا لبدء دراستها. في وقت لاحق، درست مع بير دانييل هولم في الأكاديمية الملكية السويدية للفنون الجميلة في ستوكهولم  ؛ الذي عرض أعمالها في أحد معارض الأكاديمية في عام 1875. في العام التالي، فازت بميدالية برونزية في معرض المئوية في فيلادلفيا.
في عام 1879 ، ذهبت إلى باريس لمواصلة دراستها مع ألكساندر لويس لوير وفيرديناند هيلبوت ونسخت الأعمال المائية لكاميل كوروت . كان لديها عرض رئيسي في الصالون في عام 1882 ، ونتيجة لذلك، حصلت على عقد بقيمة 1000 فرنك شهريًا من تجار الفن، جوبل وكي . في نفس العام، تزوجت من يوهان إريكسون (1849-1925) ، وهو رسام للمناظر الطبيعية من كارلسهامن . أصبحت أيضًا عضوًا في مجتمع دودلي جالاري الفني.
عاشت هي وزوجها في فرنسا حتى عام 1884 ، إلى وقت اندلاع وباء الكوليرا في باريس. حيث عادوا إلى السويد واستقروا في غوتبورغ . أثناء وجودها هناك، كانت تعرض أمالها بشكل كبير في جالاري جوميسون وفي جمعيات فنية مختلفة. عرضت غارديل إريكسون عملها في قصر الفنون الجميلة في المعرض الكولومبي العالمي لعام 1893 في شيكاغو، إلينوي. 
كتبت مذكراتها قبل وفاتها بوقت قصير، لكن لم يتم نشرها بعد. تم عرض أعمالها ضمن حملات كبرى في عامي 1939 و 1946.

## لوحات مختارة

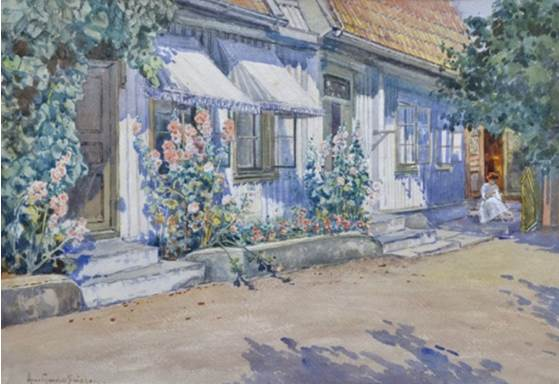
الشارع مع تطريز المرأة
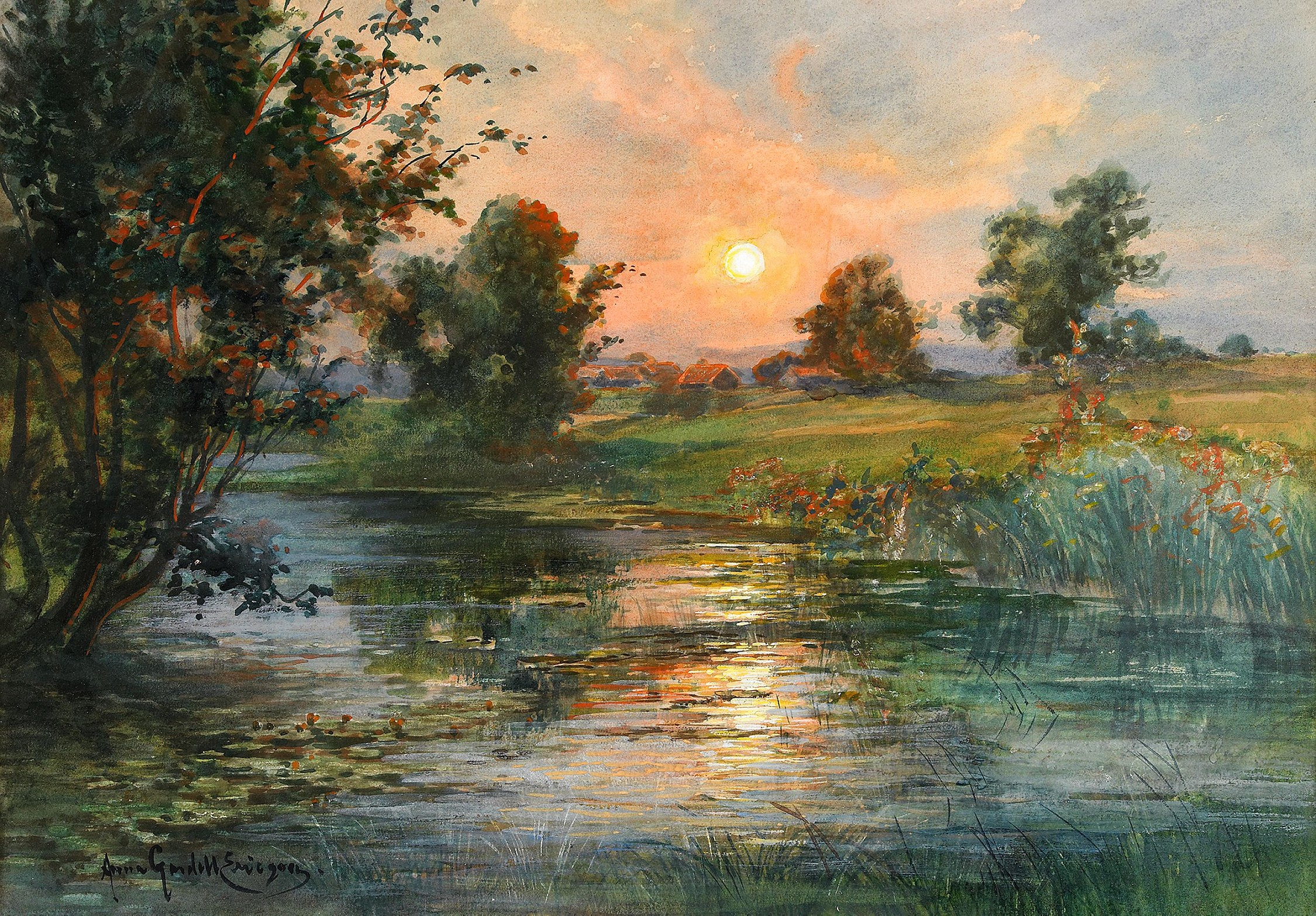
شروق الشمس فوق منظر مائي
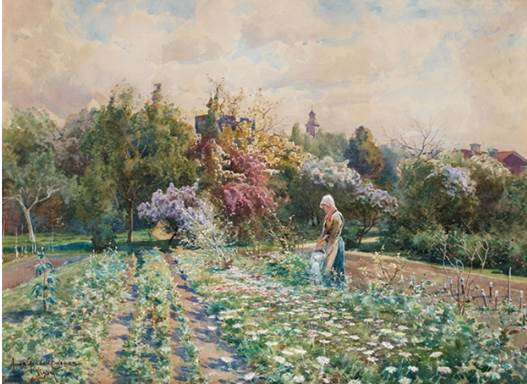
حقل زهرة في فيسبي
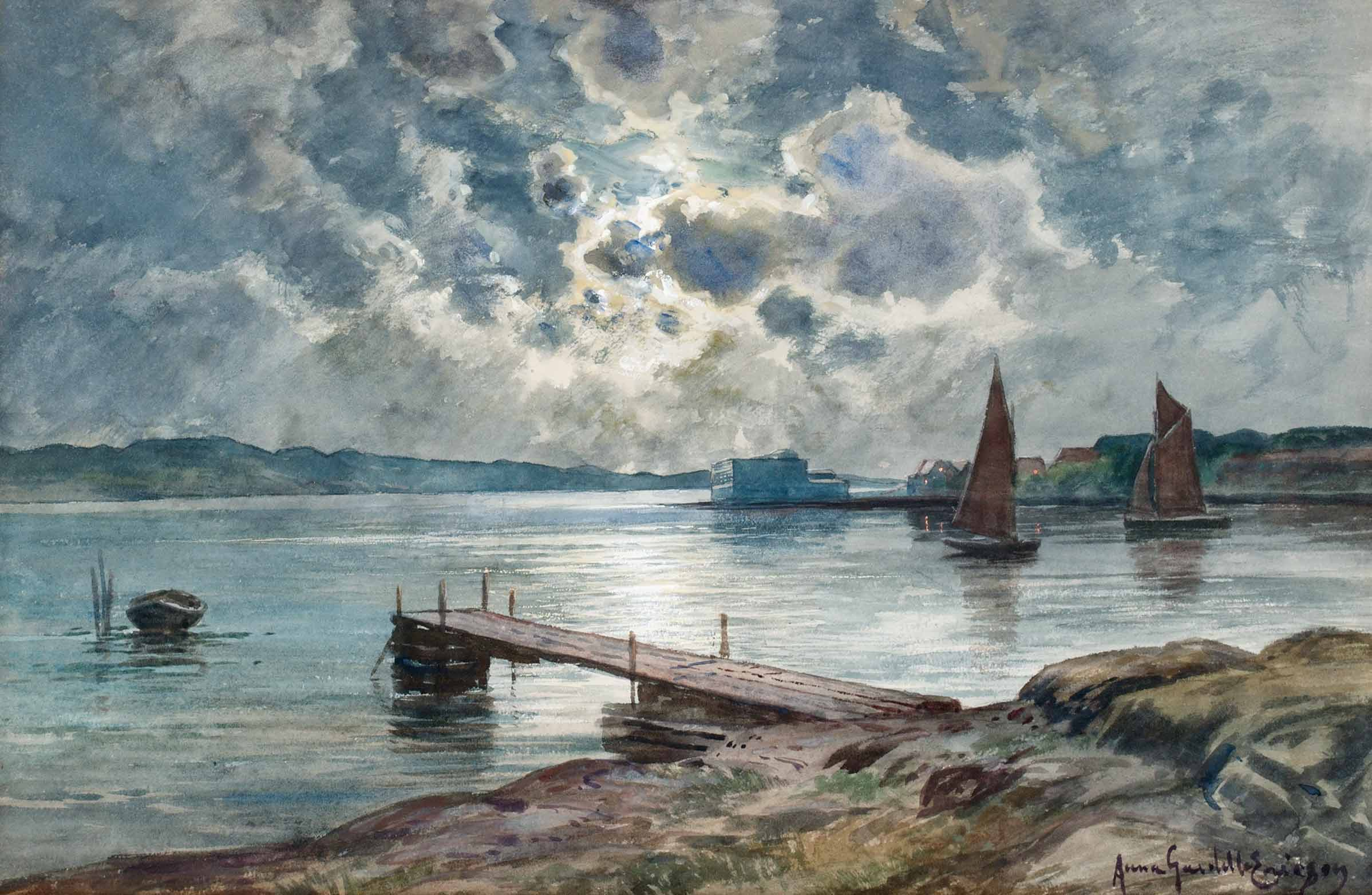
المشهد من مارستراند